# ماري كورتيس فيرنا
ماري كورتيس فيرنا (بالإنجليزية: Mary Curtis Verna)‏ هي مغنية ومغنية أوبرا أمريكية، ولدت في 9 مايو 1921 في سالم في الولايات المتحدة، وتوفيت في 4 ديسمبر 2009 في سياتل في الولايات المتحدة.